# Середньобіла
Середньобі́ла (рос. Среднебелая) — село в Росії, Івановському районі Амурської області. Населення — 3 820 осіб (2015). Адміністративний центр — Середньобільського сільського поселення, якому крім села Середньобіла, підпорядковане ще село Приозерне, що налічує 190 жителів (2015).

## Географія
Село розташоване за 4 км від річки Білої (170 км), лівої притоки Зеї, за 31 км на північ від районного центру Івановка та за 55 км на північний схід від обласного центру Благовєщенськ. Сполучення з районним центром автомобільне, з обласним — автомобільне та залізничне.

## Історія
Село свою історію і назву веде від залізничної станції Середньобіла, яку спочатку планувалося побудувати за 3 км на північний схід, у селі Середньобіле, на березі річки Біла. Але характер ґрунтів не дозволив цього зробити і будівництво було перенесене на 3 км, в сторону Благовєщенська. В 1914 році станція була побудована і восени цього ж року тут пройшов перший пасажирський потяг.

## Населення
Зміна чисельності населення села (осіб):
| 1989  | 2002  | 2010  | 2012  | 2013  | 2014  | 2015  |
| ----- | ----- | ----- | ----- | ----- | ----- | ----- |
| 4502  | ↗6394 | ↘4027 | ↘3923 | ↘3899 | ↘3855 | ↘3820 |
| 2016  | 2017  | 2018  |       |       |       |       |
| ↗3824 | ↗3843 | ↘3828 |       |       |       |       |

## Господарська діяльність
Основна сфера зайнятості населення — сільське господарство: виробництво продукції рільництва та тваринництва. Селянсько-фермерські господарства спеціалізуються в основному на вирощувані зернових культур та сої. Є птахофабрика «Середньобільська» — недіюча. В селі знаходиться залізнична станція Середньобіла Забайкальської залізниці, а також ФАТ «Амуренергозбут»

## Відомі люди
- Онуфрій (Гагалюк) (1889—1938) — єпископ Білгородський (1933), архієпископ Курський і Обоянський. Святитель. Політв'язень, відбував покарання у радгоспі НКВД на станції Середньобіла.
- Миронюк Віра Михайлівна (* 1945) — відмінник народної освіти УРСР, заслужений учитель України.